# Состояние Ефимова

Эффект ореола. Это равновесное состояние и «матрёшки» были предсказаны Виталием Ефимовым.

Эффект Ефимова — это эффект в квантовой механике системы нескольких тел, предсказанный советским физиком-теоретиком Виталием Николаевичем Ефимовым в 1970 году. Эффект Ефимова описывает взаимодействие трёх идентичных бозонов и предсказывает бесконечное число уровней энергии для трёх тел. Из этого вытекает существование связанных состояний (называемых состояниями Ефимова) трёх бозонов, даже если взаимное притяжение двух отдельных частиц слишком слабо для образования пары бозонов. Состояние Ефимова (для трёх частиц), в котором подсистемы (из двух тел) не связаны, часто рисуется как кольца Борромео. Это значит, что если один из трёх объектов удалить, оставшиеся два распадаются на два самостоятельных объекта, так что состояния Ефимова называют также состояниями Борромео.

## Экспериментальное подтверждение
Необычное состояние Ефимова имеет бесконечное число похожих состояний. Эти состояния полностью идентичны, за исключением размеров и энергетических уровней, отличающихся на постоянный коэффициент, равный примерно 22.7 (для случая трёх идентичных бозонов), смотрите (A242978).
В 2005 году исследовательская группа Рудольфа Грима (Rudolf Grimm) и Ганса-Кристофа Нэгерля из Института экспериментальной физики Инсбрукского университета экспериментально подтвердила существование таких состояний в ультрахолодном газе атомов цезия. В 2006 году они опубликовали открытие в научном журнале Nature.
Дальнейшие экспериментальные доказательства существования состояния Ефимова были обнаружены в 2009 году независимыми группами. Почти через 40 лет после чисто теоретического предсказания периодическое поведение состояний было подтверждено. Наиболее точное экспериментальное значение множителя для состояний найдено экспериментальной группой Бо Хуанга (Bo Huang) в Инсбрукском университете, равное 21.0 ± 1.3,, что очень близко к значению, предсказанному Ефимовым.

## Развитие теории
Интерес к «универсальному феномену» холодных атомов газов постоянно растёт, особенно после давно ожидаемых экспериментальных подтверждений. Изучение универсального поведения холодных атомических газов вблизи состояний Ефимова иногда называют «физикой Ефимова».
Состояния Ефимова независимы от природы нижележащих физических взаимодействий и могут, в принципе, наблюдаться любых в квантово-механических системах (то есть молекулярных, атомных и ядерных).
Состояния очень необычны ввиду их «неклассической» природы — размер каждого состояния Ефимова для трёх объектов много больше сферы влияния сил между двумя индивидуальными парами. Это означает, что состояния чисто квантово-механические. Похожий феномен наблюдается для ореола двух нейтронов, как в литии-11 (ореол нейтронов можно рассматривать как частный случай состояний Ефимова).
В 2014 году экспериментальная группа Ченг Чина (Cheng Chin) из Чикагского университета и группа Матиаса Вайдемюллера (Matthias Weidemüller) из Гейдельбергского университета наблюдали состояния Ефимова в ультрахолодной смеси атомов лития и цезия, что расширяет первоначальную картину Ефимова, нарисованную для трёх идентичных бозонов.